# Nậm Kim
Nậm Kim là một phụ lưu của Nậm Mu trong hệ thống sông Đà, chảy qua các huyện Mù Cang Chải tỉnh Yên Bái và huyện Than Uyên Lai Châu, Việt Nam .
Nậm Kim có chiều dài 69 km và diện tích lưu vực là 554 km². Tại đây Quốc lộ 32 được mở dọc theo thung lũng Nậm Kim .

## Dòng chảy
Nậm Kim khởi nguồn từ mạng sông suối ở vùng núi cao cỡ 2000 m ở vùng đèo Khau Phạ xã Púng Luông huyện Mù Cang Chải tỉnh Yên Bái 21°44′59″B 104°14′12″Đ / 21,74972°B 104,23667°Đ.
Nậm Kim chảy hướng tây bắc, đến Ngã Ba Kim 21°46′1″B 104°10′3″Đ / 21,76694°B 104,1675°Đ thì có "suối Púng Luông" đổ vào. Sau đó sông chảy qua các xã Dế Xu Phình, La Pán Tẩn, Chế Cu Nha.
Đến Mồ Dề và thị trấn Mù Cang Chải thì đổi hướng chảy gần tây.
Đến xã Mường Kim sông đổi hướng tây nam, đổ vào bờ trái Nậm Mu ở bản Nà E xã Mường Kim huyện Than Uyên tỉnh Lai Châu.

## Thủy điện
Đến năm 2015 trên dòng Nậm Kim có 3 nhà máy thủy điện nhỏ đã đưa vào khai thác .
- Thủy điện Nậm Kim, công suất 0,02 MW đã có mặt trước năm 2000, tại bản Nậm Mơ, Mồ Dề, cấp điện cho thị trấn huyện trước đây [6].
- Thủy điện Hồ Bốn hay thủy điện Mường Kim, công suất 13,5 MW, trên dòng Nậm Kim tại xã Hồ Bốn, khởi công 2007 [7] hoàn thành 2009 [8][9].
- Thủy điện Khao Mang Thượng, công suất 24,5 MW, khởi công 2012 hoàn thành 9/2015 [5].

## Chỉ dẫn
1. ↑  Trong tiếng Thái-Tày "Nậm" có nghĩa là nước, sông, suối.